# Émilie Mondor
Émilie Mondor (* 29. April 1981 in Montreal, Kanada; † 9. September 2006 in Hawkesbury, Ontario) war eine kanadische Langstreckenläuferin.
Mondor begann mit dem Laufen im Alter von 14 Jahren. Ihre Karriere begann 1997, als sie den ersten Kanadischen Titel gewinnen konnte. Durch diese Platzierung qualifizierte sie sich 1998 automatisch für die IAAF World Cross Country Championships, wo sie den zehnten Platz erreichte. Im Jahr 2001 begann sie ein Studium an der Simon Fraser University in Burnaby und wurde von Mike Lonergan trainiert. Im selben Jahr erreichte sie den zweiten Platz in den kanadischen Cross Country Championships und gewann 2002 den Kanadischen Titel über 1500 Meter. Sie nahm auch am NAIA teil und konnte hier die Streckenrekorde einstellen.
Im Jahre 2003 erreichte sie den dreizehnten Platz auf den IAAF World Cross Country Championships und konnte in Kanada einen Rekord über fünf Kilometer einstellen. Während des Sommers lief sie als erste Kanadierin überhaupt 5000 Meter unter fünfzehn Minuten und erreichte den zwölften Platz bei den Leichtathletik-Weltmeisterschaften. Ihre erste Medaille gewann sie mit dem kanadischen Team 2004 auf der World Cross Country Championships. Diese Medaille war die erste für Kanada seit 1983. Bereits im Jahr 2004 qualifizierte sie sich für die Olympischen Spiele in Athen und konnte dort den 17. Platz erreichen. Im Jahr 2005 zog sie von Burnaby nach Mammoth Lakes, Kalifornien und trainierte dort mit Terrence Mahon.
Mondor starb bei einem Verkehrsunfall auf dem Highway 417.